# Gō Ayano
 (août 2023).
La mise en forme du texte ne suit pas les recommandations de Wikipédia : il faut le « wikifier ».
Les points d'amélioration suivants sont les cas les plus fréquents. Le détail des points à revoir est peut-être précisé sur la page de discussion.
- Les titres sont pré-formatés par le logiciel. Ils ne sont ni en capitales, ni en gras.
- Le texte ne doit pas être écrit en capitales (les noms de famille non plus), ni en gras, ni en italique, ni en « petit »…
- Le gras n'est utilisé que pour surligner le titre de l'article dans l'introduction, une seule fois.
- L'italique est rarement utilisé : mots en langue étrangère, titres d'œuvres, noms de bateaux, etc.
- Les citations ne sont pas en italique mais en corps de texte normal. Elles sont entourées par des guillemets français : « et ».
- Les listes à puces sont à éviter, des paragraphes rédigés étant largement préférés. Les tableaux sont à réserver à la présentation de données structurées (résultats, etc.).
- Les appels de note de bas de page (petits chiffres en exposant, introduits par l'outil «  Source ») sont à placer entre la fin de phrase et le point final[comme ça].
- Les liens internes (vers d'autres articles de Wikipédia) sont à choisir avec parcimonie. Créez des liens vers des articles approfondissant le sujet. Les termes génériques sans rapport avec le sujet sont à éviter, ainsi que les répétitions de liens vers un même terme.
- Les liens externes sont à placer uniquement dans une section « Liens externes », à la fin de l'article. Ces liens sont à choisir avec parcimonie suivant les règles définies. Si un lien sert de source à l'article, son insertion dans le texte est à faire par les notes de bas de page.
- La présentation des références doit suivre les conventions bibliographiques. Il est recommandé d'utiliser les modèles {{Ouvrage}}, {{Chapitre}}, {{Article}}, {{Lien web}} et/ou {{Bibliographie}}. Le mode d'édition visuel peut mettre en forme automatiquement les références.
- Insérer une infobox (cadre d'informations à droite) n'est pas obligatoire pour parachever la mise en page.

Pour une aide détaillée, merci de consulter Aide:Wikification.
Si vous pensez que ces points ont été résolus, vous pouvez retirer ce bandeau et améliorer la mise en forme d'un autre article.
Vous pouvez aider à l'améliorer ou bien discuter des problèmes sur sa page de discussion.
綾野 剛
Go Ayano (綾野 剛, Ayano Gō, est né le 26 janvier 1982) est un acteur japonais.

## Carrière
Ayano a incarné plusieurs rôles à partir de 2003. En 2009, il joue dans Crows Zero II de Takashi Miike. Son rôle dans le film est décrit par Mark Schilling du Japan Times comme « un grand garçon au visage pâle et aux traits délicats qui ressemble au cousin japonais de Michael Jackson, mais se bat comme Bruce Lee ». Il a ensuite été choisi pour le premier film de Shun Oguri, Surely Someday (2010).
Ayano a joué dans In a Lonely Planet de Takefumi Tsutsui (2011) avec Aya Takeko et Takayo Mimura. Il est apparu dans Helter Skelter (2012) de Mika Ninagawa  et a eu des rôles de soutien dans I Have to Buy New Shoes d'Eriko Kitagawa (2012)  et Yokomichi Yonosuke de Shuichi Okita (2013).
En 2013, Ayano a joué dans deux de ses rôles les plus connus : en tant que George "Joe" Asakura dans Gatchaman, une adaptation en direct de l'anime classique de Tatsunoko Productions, et en tant qu'Ishikawa Goemon dans Lupin III, adapté du manga emblématique de Monkey Punch et réalisé par Ryuhei Kitamura.
En 2016, Ayano a été choisi comme personnage principal, Nyx Ulric, dans le long métrage Kingsglaive : Final Fantasy XV.

## Filmographie

### Film
| Year | Film                                          | Role                 | Notes                        | Ref    |
| ---- | --------------------------------------------- | -------------------- | ---------------------------- | ------ |
| 2005 | Nana                                          |                      |                              |        |
| 2006 | Black Kiss                                    |                      |                              |        |
| 2007 | Life                                          | Isamu Takita         | Rôle principal               |        |
| 2008 | Aquarian Age                                  | Amemiya              |                              |        |
| 2008 | Love Exposure                                 |                      |                              |        |
| 2008 | Be a Man! Samurai School                      | Hien                 |                              |        |
| 2008 | Naoko                                         | Susumu Kuroda        |                              |        |
| 2009 | Tajomaru                                      |                      |                              |        |
| 2009 | Crows Zero 2                                  | Ryo Urushibara       |                              |        |
| 2010 | Shibuya                                       |                      | Rôle principal               |        |
| 2010 | Surely Someday                                |                      |                              |        |
| 2011 | Gantz                                         |                      |                              |        |
| 2011 | Usagi Drop                                    |                      |                              |        |
| 2011 | A Man with Style                              |                      |                              |        |
| 2011 | Me o Tojite Gira Gira                         |                      | Rôle principal               |        |
| 2011 | In a Lonely Planet                            | Tetsuo               | Rôle principal               |        |
| 2012 | Hasami                                        |                      |                              |        |
| 2012 | Helter Skelter                                | Shin'ichi Okumura    |                              |        |
| 2012 | Rurouni Kenshin                               | Gein                 |                              |        |
| 2012 | I Have to Buy New Shoes                       | Kango                |                              |        |
| 2012 | The Samurai That Night                        |                      |                              |        |
| 2012 | Working Holiday                               |                      |                              |        |
| 2013 | The Story of Yonosuke                         | Katō                 |                              |        |
| 2013 | Gatchaman                                     | George "Joe" Asakura |                              |        |
| 2013 | Flower of Shanidar                            | Kenji Ōtaki          | Rôle principal               |        |
| 2014 | Lupin III                                     | Goemon Ishikawa XIII |                              |        |
| 2014 | The Light Shines Only There                   | Tatsuo               | Rôle principal               |        |
| 2014 | The Perfect Insider                           | Sōhei Saikawa        |                              |        |
| 2014 | Ushijima the Loan Shark Part 2                | Inui                 |                              | [ 9 ]  |
| 2015 | S The Last Policeman - Recovery of Our Future | Iori Soga            |                              |        |
| 2015 | Piece of Cake                                 | Kyōshirō Sugahara    |                              |        |
| 2015 | The Big Bee                                   | Isao Saika           |                              |        |
| 2015 | Shinjuku Swan                                 | Tatsuhiko Shiratori  | Rôle principal               |        |
| 2016 | 64: Part I                                    | Suwa                 |                              |        |
| 2016 | 64: Part II                                   | Suwa                 |                              |        |
| 2016 | Rage                                          | Naoto                |                              |        |
| 2016 | A Bride for Rip Van Winkle                    | Yukimasu Amuro       |                              |        |
| 2016 | Twisted Justice                               | Moroboshi            | Rôle principal               |        |
| 2016 | Kingsglaive: Final Fantasy XV                 | Nyx Ulric (voice)    | Rôle principal               |        |
| 2017 | The Last Recipe                               | Yanagisawa           |                              |        |
| 2017 | Mukoku                                        | Kengo Yatabe         | Rôle principal               |        |
| 2017 | Shinjuku Swan II                              | Tatsuhiko Shiratori  | Rôle principal               |        |
| 2017 | Ajin: Demi-Human                              | Satō                 |                              |        |
| 2018 | Punk Samurai Slash Down                       | Jūnoshin Kake        | Rôle principal               |        |
| 2019 | The Promised Land                             | Takeshi Nakamura     | Rôle principal               |        |
| 2019 | Pò Zhèn Zǐ                                    |                      | Rôle principal, Chinese film |        |
| 2019 | Family of Strangers                           | Chūya Tsukamoto      |                              |        |
| 2020 | Beneath the Shadow                            | Kon'no               | Rôle principal               |        |
| 2020 | The Legacy of Dr. Death: Black File           | Hayato Inukai        | Rôle principal               | [ 10 ] |
| 2021 | A Family                                      | Kenji Yamamoto       | Rôle principal               | [ 11 ] |
| 2021 | Homunculus                                    | Susumu Nakoshi       | Rôle principal               | [ 12 ] |
| 2023 | Hard Days                                     | Yazaki               |                              | [ 13 ] |
| 2023 | Let's Go Karaoke !                            | Kyoji Narita         | Rôle principal               | [ 14 ] |
| 2023 | Hanakutashi                                   | Tochitani            | Rôle principal               | [ 15 ] |

### Télévision
| Year | Title                                       | Role                        | Network  | Notes          | Ref    |
| ---- | ------------------------------------------- | --------------------------- | -------- | -------------- | ------ |
| 2003 | Kamen Rider 555                             | Spider Orphenoch/Aki Sawada | TV Asahi |                |        |
| 2006 | Inugoe                                      | Daiki Maeda                 | TVK      | Rôle principal |        |
| 2010 | Mother                                      |                             | NTV      |                |        |
| 2010 | Second Virgin                               |                             | NHK      |                |        |
| 2011 | Heaven's Flower The Legend of Arcana        |                             | TBS      |                |        |
| 2011 | Downtown Rocket                             | Kensaku Mano                | Wowow    |                | [ 16 ] |
| 2011 | Carnation                                   | Ryūichi Suō                 | NHK      | Asadora        |        |
| 2012 | Pioneers                                    | Kingi Abe                   | NHK      |                |        |
| 2012 | Cleopatra Ladies: Eternal Desire for Beauty | Yu Kuosaki                  | NTV      |                |        |
| 2013 | Yae's Sakura                                | Matsudaira Katamori         | NHK      | Taiga drama    |        |
| 2013 | Matrimonial Chaos                           | Ryō Uehara                  | Fuji TV  |                |        |
| 2013 | Public Affairs Office in the Sky            | Daisuke Sorai               | TBS      |                |        |
| 2013 | Link                                        |                             | Wowow    |                |        |
| 2014 | S: The Last Policeman                       | Iori Soga                   | TBS      |                |        |
| 2014 | Ushijima the Loan Shark Season 2            |                             | TBS      |                | [ 17 ] |
| 2014 | The Long Goodbye                            |                             | TV Asahi |                |        |
| 2015 | Dr. Storks                                  | Sakura Kōnotori             | TBS      | Rôle principal |        |
| 2016 | Ushijima the Loan Shark Season 3            |                             | TBS      |                | [ 18 ] |
| 2017 | Frankenstein's Love                         | The Monster                 | NTV      | Rôle principal |        |
| 2017 | Dr. Storks 2                                | Sakura Kōnotori             | TBS      | Rôle principal |        |
| 2018 | Hagetaka                                    | Masahiko Washizu            | TV Asahi | Rôle principal | [ 19 ] |
| 2020 | MIU404                                      | Ai Ibuki                    | TBS      | Rôle principal | [ 19 ] |
| 2021 | Love Deeply!                                | Rintarō Hasuda              | NTV      | Rôle principal | [ 20 ] |
| 2021 | Kinnikuman: The Lost Legend                 | Himself                     | Wowow    |                | [ 21 ] |
| 2021 | Avalanche                                   | Seiici Habu                 | Fuji TV  | Rôle principal | [ 22 ] |
| 2022 | The Journalist                              | Shin'ichi Murakami          | Netflix  |                | [ 23 ] |

## Prix
2013
- Tokyo Drama Award 2013 : Meilleur acteur dans un second rôle pour Saikō no Rikon [24]
- Le 37ème Prix de l'Académie du Japon : Nouveau venu de l'année pour A Story of Yonosuke et Natsu no Owari [25]

2014
- Le 38e Elan d'or Award du nouveau venu de l'année [26]
- Le 22e Hashida Award : meilleur nouveau venu pour Saikō no Rikon, Sora Tobu Kōhōshitsu et Yae no Sakura [27]
- The 36th Yokohama Film Festival : Meilleur acteur pour The Light Shines Only There [28]
- The 88th Kinema Junpo Best 10 : Meilleur acteur pour The Light Shines Only There et The Snow White Murder Case [29]
- Le 69e Mainichi Film Award du meilleur acteur pour The Light Shines Only There [30]

2015
- Le 7ème Tama Cinema Forum : Meilleur acteur pour Shinjuku Swan, Piece of Cake, The Big Bee, Soredake/C'est ça et S : Saigo no Keikan [31]

2016
- Le 15e Festival du film asiatique de New York : Rising Star Award [32]
- Le 41e Hochi Film Award : Meilleur acteur dans un second rôle